# Сальный мятеж
Сальный мятеж (фин. Läskikapina, швед. Fläskrevolten) — рабочее вооружённое восстание, состоявшееся в феврале 1922 года на севере Финляндии, между Куолоярви и Савукоски, и организованное членами просоветского партизанского отряда во главе с офицером Яхветти Мойланеном (настоящее имя Франц Янне Мююрюляйнен, журналистский псевдоним Йуусо Матеро), Карло Карху (Акселем Хеллманом), Хейкки Репо и другими. Мятеж начался 2 февраля и завершился 7 февраля 1922 года в общине Савукоски на лесоразработках акционерного общества «Кеми» в бассейне реки Вярриё. Отряд Мойланена числом в 300 человек разоружил роту пограничников в деревне Куолаярви, 30 января вошёл в Салла, откуда на лыжах прошёл в Вярриё, на лесоразработках которого 2 февраля началось восстание. Отряд изъял деньги из кассы лесозаготовительной конторы, рабочие инструменты и лошадей, принадлежавших сплавным конторам, после чего вернулся обратно в Советскую Россию. Вместе с ним через границу в Россию ушли 283 сторонника восстания, из них 25 женщин с детьми.
Восстание было задумано как ответная реакция РКП(б) на профинское восстание в Восточной Карелии (см. Карельское восстание (1921-1922), целью которого было создание особой Северной коммунистической советской республики, в которую бы вошли Северная Финляндия, Швеция, Норвегия и Советская Карелия.

## Начало
18 января 1922 года участник Петербургского военного совета Эйно Рахья предложил идею отправить из Советской России группу добровольцев для противостояния финским добровольческим силам, участвовавшими в восстании в Восточной Карелии. Советское руководство поддержало эту идею и в тот же день отправило в Северную Финляндию большую группу офицеров из Рабоче-крестьянской красной армии и курсантов военных училищ. 20 января Рахья последовал за ними.
Согласно второй версии, события должны были начаться уже осенью 1919 года. В то время Франц Янне Мююрюляйнен под имененм Яхветти Мойланена прибыл в один из домов в Салла, чтобы произнести пламенную речь о предстоящем восстании. Осенью 1921 года Франц Янне Мююрюляйнен окончил Петербургскую школу Красных курсантов (сейчас Санкт-Петербургское суворовское военное училище) и приобрёл репутацию прекрасного организатора. Во время Финской гражданской войны он был лидером революционеров и создал в Каяани Красную гвардию, но был арестован и приговорен к смертной казни, которая была заменена на срок в лагере для военнопленных в Куопио. Однако Мююрюляйнену удалось сбежать.
Яхветти Мойланен возглавил отряд, который состоял из 35 человек с твердыми политическими убеждениями и боевым опытом (все они принимали участие в боях Мурманского легиона). Участники отряда были организованы в батальон, который разделялся на группы по десять человек. Форма была заменена на гражданскую одежду.
29 января отряд Мойланена пересек финскую границу в Алакуртти. Люди передвигались на лыжах, а лошади тянули сани с оружием. Вооружение состояло из винтовок и четырех пулеметов системы Льюиса. 30 января отряд прибыл в Салла, откуда далее отправился в район лесоразработок, проводимых акционерным обществом «Кеми» в бассейне реки Вярриё, и уже 1 февраля был в пункте назначения.

## Ход восстания
2 февраля рано утром мятежники проникли в контору компании «Кеми» и в лесоперерабатывающие мастерские. Мойланен объявил о начале революции во всей Финляндии. Руководители лесоразработок, увидев вооруженных людей, сдались. Мююрюляйнен захватил деньги из кассы и ограбил склад. Затем он собрал вместе около 600 лесорубов и прочитал им боевое воззвание Северного красного партизанского батальона. В этом воззвании говорилось о том, что белофинны выступают против рабочих, убивают коммунистов и безоружных учителей. Также Мойланен обещает изгнать «мясников» (фин. lahtarit), как называли красные белофиннов, из Финляндии. В результате выступления к мятежникам присоединилось около 300 рабочих, которым были выплачены деньги.
В ночь со 2 на 3 февраля батальон ушел обратно на восток. По дороге отряд Мойланена разграбил лесопромышленную компанию Raahe-yhtiö, лесопилку Yttersfors-Munksund и строительную площадку компании And. Kurth & Co. В целом к батальону присоединились еще 400—500 человек.
5 февраля батальон вернулся в Салла. По прибытии многие завербованные сбежали из отряда Мойланена. Численность батальона после побега составила 340 человек и 70 лошадей. 7 февраля батальон пересек границу, где находилась постоянная часть Рабоче-крестьянской красной армии численностью в 200 человек. Через границу с Мойланеном ушли 234 мужчины, 15 женщин и 9 детей .
На территории Советской России в селе Княжая Губа на Мурманской железной дороге (с 1935—1950 Кировская ж/д) группа людей, способных носить оружие, начала проходить военную подготовку. Цель данного мероприятия состояла в том, чтобы сформировать из этой массы людей боеспособное подразделение Рабоче-крестьянской красной армии, которое могло бы принять участие в изгнании финских добровольцев, поддерживающих восстание в Восточной Карелии. В марте 1922 г. в Княжую Губу прибыл Эйно Рахья с вестью о том, что Рабоче-крестьянская красная армия больше не нуждается в отряде Мойланена, так как Тойво Антикайнен подавил восстание в Восточной-Карелии. Из числа участников мятежа Рахья отобрал 215 человек для обучения в интернациональной Петроградской школе красных курсантов.

## Название
Существует две версии происхождения обозначения восстания. Согласно первому, своё название мятеж получил потому, что руководитель восстания Яхветти Мойланен зачитал воззвание о вербовке в Северный партизанский батальон, стоя на ящике со свиным салом. По второй версии, мятеж был назван так, потому что во время восстания было украдено большое количество свиных ребер.